# Guido Fiorini
Guido Fiorini (* 1. Juli 1897 in Bologna; † 4. Januar 1966 in Rom, ebenda) war ein italienischer Architekt und Filmarchitekt.

## Leben
Fiorini ließ sich kurz nach dem Ende des Ersten Weltkriegs zum Ingenieur ausbilden, stellte im Paris der 1920er Jahre im Salon d’automne eigene Konstruktionspläne aus und betätigte sich dort überdies als Hauskonstrukteur. In diesem Zusammenhang war Fiorini 1928 mit einer eigenen Metallkonstruktion für vertikale Bauwerke auch am ersten Wolkenkratzer des Landes beteiligt. Zu dieser Zeit kollaborierte Fiorini als Architekt mit dem berühmten Städtebauer Le Corbusier bei der Neugestaltung von Algeriens Hauptstadt Algier. Außerdem hielt Guido Fiorini, der sich zu einem wichtigen Vertreter des Futurismus entwickelt hatte, als Dozent Vorlesungen in Architektur und lehrte später (ab 1938) auch an der italienischen Filmhochschule Centro Sperimentale di Cinematografia in Rom. Wieder daheim in Italien, entwarf Fiorini u. a. 1929 Mehrfamilienhäuser in Roms Gartenstadt (1929) und zwei Bankgebäude in Bari und Agrigento, 1931. Im selben Jahr schloss er sich dem Movimento italiano per l’architettura rationale an und stellte später erneut eigene Entwürfe in Galerien aus. 1933 wurde Fiorini vom Luftfahrtministerium dazu auserkoren, für den Flughafen Mailand-Linate den größten Hangar der Welt zu entwerfen.
Zum Kinofilm stieß Guido Fiorini im selben Jahr. In den folgenden zwei Jahrzehnten versorgte er eine große Anzahl von Unterhaltungsfilmen routinierter Regie-Veteranen der Mussolini-Ära wie Alessandro Blasetti, Guido Brignone, Carmine Gallone, Carlo Ludovico Bragaglia und Mario Camerini mit seinen Filmbau-Entwürfen. Nach dem Krieg stattete er vor allem die Inszenierungen Mario Soldatis aus, aber auch die neorealistische Inszenierung Das Verbrechen des Giovanni Episcopo von Alberto Lattuada, Riccardo Fredas zweiteilige Adaption von Victor Hugos Drama Les Misérables und Vittorio de Sicas von der Kritik ungleich bewertete Alltagsmärchen Das Wunder von Mailand, mit dem das neorealistische Kino 1950 de facto sein Ende fand, wurden von Fiorini beliefert. Für die dort gezeigte Leistung erhielt Fiorini 1951 das Silberne Band. In der filmfreien Zeit war Guido Fiorini auch weiterhin als Architekt tätig und gestaltete zahlreiche Villen in Rom und an der Riviera.

## Filmografie
- 1934: Come le foglie
- 1934: Teresa Confalonieri
- 1935: Aldebaran
- 1935: Passaporte rosso
- 1935: Quei due
- 1936: La gondole aux chimères
- 1936: Die weiße Schwadron (Lo squadrone bianco)
- 1937: Marcella
- 1937: De drie wensen (I tre desideri)
- 1938: Rivalin der Zarin (La Tarakanova)
- 1938: Terre de feu
- 1938: Dir gehört mein Herz
- 1938: Drei Frauen um Verdi (Giuseppe Verdi)
- 1939: Ins blaue Leben (auch ital. Originalvers. Castelli in aria)
- 1939: Premiere der Butterfly
- 1939: Die Sünde der Rogelia Sanchez (Il peccato di Rogelia Sanchez)
- 1939: In der roten Hölle (Carmen fra i rossi)
- 1939: Nachtigall von San Marco (Il carnevale di Venezia)
- 1939: Alarm im Warenhaus (I grandi magazzini)
- 1940: Manon Lescaut
- 1940: Verlassen (Abbandono)
- 1940: Melodie der Liebe (Melodie eterne / Amami, Alfredo !)
- 1940: Mädchen in Not (L’amante segreta)
- 1941: Primo amore
- 1941: Giungla (auch dt. Vers. Vom Schicksal verweht)
- 1941: Heimatlos (Le due orfanelle)
- 1942: Turbamento
- 1942: Odessa in fiamme
- 1942: Knock-Out (Harlem)
- 1943: Nessuno torna indietro
- 1943: La locandiera
- 1947: Das Verbrechen des Giovanni Episcopo (Il delitto di giovanni Episcopo)
- 1947: I miserabili
- 1948: Gli uomini sono nemici
- 1948: I pirati di Capri
- 1949: The Golden Madonna
- 1949: La leggenda di Faust
- 1950: Das Wunder von Mailand (Miracolo a Milano)
- 1951: O.K. Nero (O.K. Nerone)
- 1951: Zorro, der Held (Il sogno di Zorro)
- 1952: Mandrin, der König der Rebellen (Le avventure di Mandrin)
- 1952: Männer ohne Tränen (La voce del silenzio)
- 1953: Tempi nostri (Tempi nostri)
- 1954: Madonne delle rose
- 1955: Eine Frau für schwache Stunden (La bella mugnaia)
- 1955: Wohnung mit alle Komfort (Gli ultimi cinque minuti)
- 1956: Tosca
- 1959: Karthago in Flammen (Cartagine in flamme)